# Hydrosaurus pustulatus
Hydrosaurus pustulatus — яйцекладна ящірка, що живе тільки на Філіппінах.

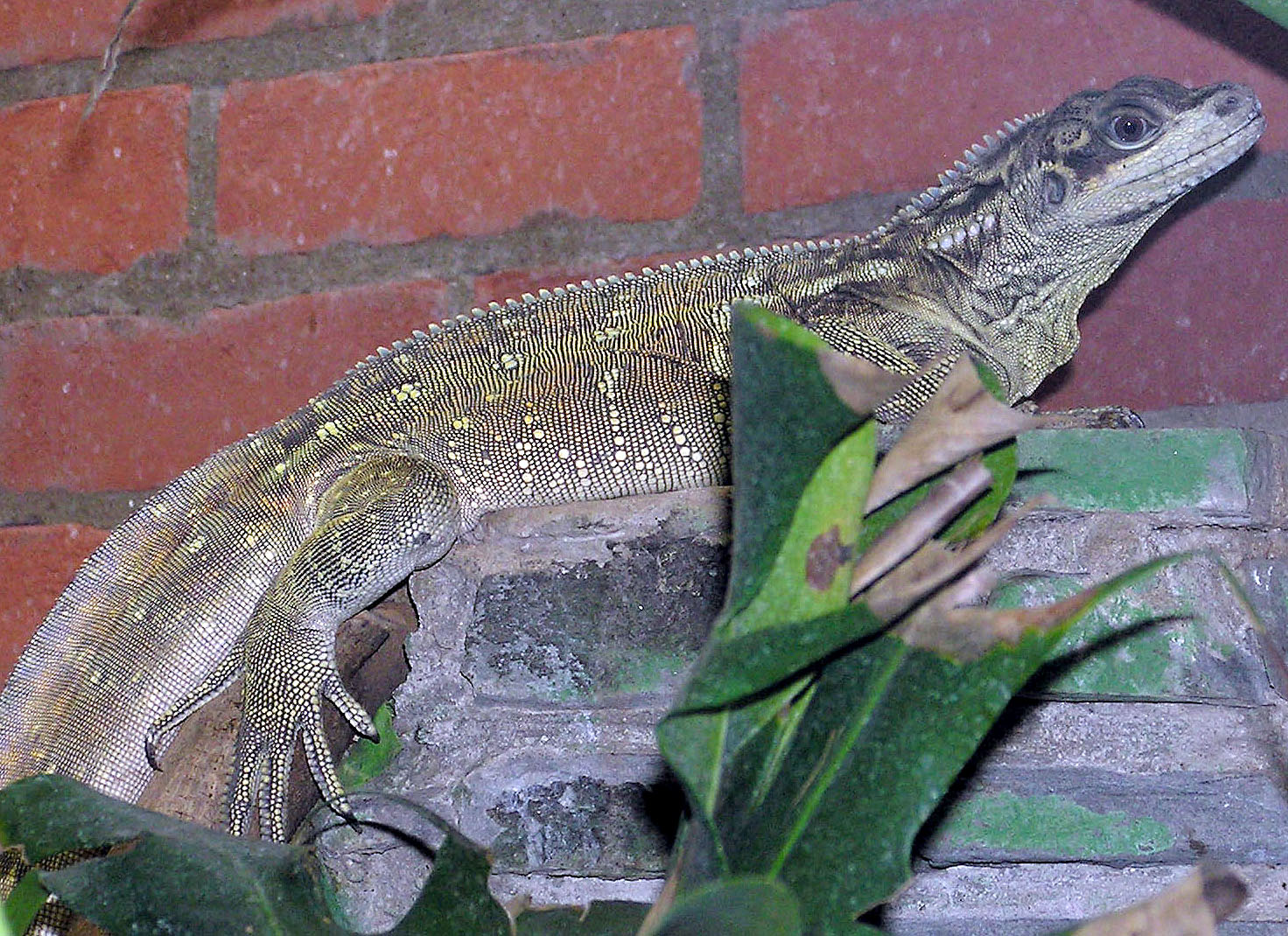

Є чудовим плавцем. Вона всеїдна, живиться фруктами, листям, квітами, комахами і маленькими ссавцями. Живе біля річок в тропічних лісах Філіппін. Самці мають більший гребінець на спині, ніж самиці.
Hydrosaurus pustulatus живе головним чином поряд з водою, наприклад, річками, рисовими полями тощо, оскільки ці ящірки люблять плавати. Дорослі можуть досягати до метра довжини. Через гібридизацію з H. amboinensis, точне поширення на Філіппінах — невпевнене. Північна популяція — загалом належить до H. pustulatus, а південна — H. amboinensis.

## Охорона
Hydrosaurus pustulatus зараз класифіковано як уразливий вид за критеріями IUCN. Головними загрозами є втрата місць існування, браконьєрство, вилов для колекцій, (одна особина коштує 900 $)